# Polaris Australis
Polaris Australis (en español, Estrella del Polo Sur) es el nombre propio de la estrella Sigma Octantis (σ Oct / HD 177482), en la constelación de Octans, «el octante». Recibe el nombre de Polaris Australis por ser la estrella polar del hemisferio sur, el equivalente a Polaris en el hemisferio norte. Sin embargo, a diferencia de esta, Polaris Australis es una estrella tenue de magnitud aparente +5,42, apenas visible a simple vista. Es por ello por lo que, en la práctica, se utiliza la constelación de la Cruz del Sur para localizar el polo sur celeste. A poco más de un grado del mismo —ligeramente más distante que Polaris del polo norte—, debido a la precesión de la Tierra, Polaris Australis se aleja del polo sur desde su mínima separación acaecida en el año 1872.
A 270 años luz del sistema solar, Polaris Australis está clasificada como una estrella gigante blanca de tipo espectral F0III, con una temperatura superficial de 7460 K. Su velocidad de rotación, de más de 128 km/s, da como resultado un período de rotación menor de un día y medio. Asimismo, con un radio 3,8 veces mayor que el radio solar y una luminosidad 40 veces la del Sol, la estrella es más una subgigante que una verdadera gigante. Destaca también su alta metalicidad, un 80 % mayor que la del Sol. Es, además, una variable pulsante del tipo Delta Scuti, con una variación en su brillo de 0,05 magnitudes y un único período medido de 2,3 horas.
Polaris Australis es la estrella más tenue que aparece en una bandera nacional, concretamente la de Brasil, simbolizando a la capital Brasilia.